# Albany (Vermont)
Albany es un pueblo ubicado en el condado de Orleans en el estado estadounidense de Vermont. En el año 2010 tenía una población de 941 habitantes y una densidad poblacional de 9.3 personas por km².

## Geografía
Albany se encuentra ubicado en las coordenadas 44°43′50″N 72°20′26″O / 44.73056, -72.34056.

## Demografía
Según la Oficina del Censo en 2000 los ingresos medios por hogar en la localidad eran de $38,224 y los ingresos medios por familia eran $40,833. Los hombres tenían unos ingresos medios de $31,488 frente a los $21,146 para las mujeres. La renta per cápita para la localidad era de $15,931. Alrededor del 12.1% de la población estaban por debajo del umbral de pobreza.